# Veliko Vukovje
Veliko Vukovje falu Horvátországban Belovár-Bilogora megyében. Közigazgatásilag Gerzencéhez tartozik.

## Fekvése
Belovártól légvonalban 42, közúton 53 km-re délre, községközpontjától 9 km-re délnyugatra, a Monoszlói-hegység keleti lejtőin, Rogoža és Malo Vukovje között fekszik.

## Története
Podograde és Crkveno Polje nevű határrészei arra engednek következtetni, hogy itt már a török uralom előtt is lakott település volt. A térséget a 16. század közepén szállta meg a török. A lakosság legnagyobb része az ország biztonságosabb részeire menekült, másokat rabságba hurcoltak. Ezután ez a vidék mintegy száz évre lakatlanná vált. A török uralom után a területre a 17. századtól folyamatosan telepítették be a keresztény lakosságot. 1774-ben az első katonai felmérés térképén a falu „Dorf Vukovie” néven szerepel. A Horvát határőrvidék részeként a Kőrösi ezredhez tartozott.
Lipszky János 1808-ban Budán kiadott repertóriumában „Vukovje” néven találjuk.  
Nagy Lajos 1829-ben kiadott művében ugyancsak „Vukovje” néven 146 házzal, 133 katolikus és 690 ortodox vallású lakossal találjuk.
A katonai közigazgatás megszüntetése után Magyar Királyságon belül Horvátország része, Belovár-Kőrös vármegye Garesnicai járásának része lett. A településnek 1857-ben 612, 1910-ben 881 lakosa volt. Az 1910-es népszámlálás szerint lakosságának 87%-a szerb, 10%-a horvát, 2%-a magyar anyanyelvű volt. 1918-ban az új szerb-horvát-szlovén állam, majd később Jugoszlávia része lett. 1941 és 1945 között a németbarát Független Horvát Államhoz, majd a háború után a szocialista Jugoszláviához tartozott. A háború után a fiatalok elvándorlása miatt lakossága folyamatosan csökkent. 1991-től a független Horvátország része. 1991-ben lakosságának 55%-a szerb, 34%-a horvát nemzetiségű volt. 2011-ben a településnek 251 lakosa volt.

## Lakossága
| Lakosság változása | Lakosság változása | Lakosság változása | Lakosság változása | Lakosság változása | Lakosság változása | Lakosság változása | Lakosság változása | Lakosság változása | Lakosság változása | Lakosság változása | Lakosság változása | Lakosság változása | Lakosság változása | Lakosság változása | Lakosság változása |
| ------------------ | ------------------ | ------------------ | ------------------ | ------------------ | ------------------ | ------------------ | ------------------ | ------------------ | ------------------ | ------------------ | ------------------ | ------------------ | ------------------ | ------------------ | ------------------ |
| 1857               | 1869               | 1880               | 1890               | 1900               | 1910               | 1921               | 1931               | 1948               | 1953               | 1961               | 1971               | 1981               | 1991               | 2001               | 2011               |
| 612                | 633                | 655                | 884                | 779                | 881                | 897                | 848                | 819                | 794                | 652                | 484                | 419                | 341                | 338                | 251                |

## Nevezetességei
Szent Lukács evangélista tiszteletére szentelt pravoszláv parochiális temploma a település központjában áll. Egyhajós épület fehérre meszelt falakkal, nagyméretű íves ablakokkal. Harangtornya a délnyugatra néző homlokzat felett áll, a szentély északkeletre néz. Homlokzatát, tetőzetét, tornyát és toronysisakját nemrég újították fel. A templom belül csehsüvegboltozatos. A gazdagon díszített ikonosztázt 1862-ben Bécsben festették. A templom az 1860-as években épült, és késő barokk-klasszicista stílusjegyeket hordoz.